# Samantha Dube
Samantha Dube est une gardienne internationale sud-africaine de rink hockey née le 7 février 1998.   

## Palmarès
En 2016, elle participe au championnat du monde.

## Référence
1. ↑  Profil sur rinkhockey.net
2. ↑  (es) LISTA DEFINITIVA PARA EL MUNDIAL